# José Antonio Barrios
José Antonio Barrios Olivero (Santa Cruz de Tenerife, España, 21 de marzo de 1949) es un exfutbolista y entrenador de fútbol español. 

## Carrera deportiva
Jugó en el CD Tenerife, Granada CF, FC Barcelona, Hércules CF, Levante UD
Después de colgar las botas, ha trabajado de entrenador y director deportivo. En el Tenerife fue uno de los cerebros en la sombra que propiciaron el resurgir del equipo en la década de los 80 y que acabó con el ascenso a Primera.
Tras años apartado del representativo, volvió para desempeñar labores de ayudante de Martín Marrero primero y Pepe Moré después. Pasó a dirigir la primera plantilla mediada la campaña 2004/2005. El equipo hizo una buena segunda vuelta, desplegando un fútbol notable.
Al curso siguiente, tras un buen inicio, su estrella se fue apagando. Luego de alcanzar el liderato, los resultados dejaron de acompañar y tras 11 jornadas fue apartado del cargo, aunque siguió durante un tiempo más en el club. Su puesto lo ocupó interinamente Quique Medina, quien tras un partido dio paso a Antonio López Habas.

## Trayectoria como entrenador
| Club                       | País     | Año       |
| -------------------------- | -------- | --------- |
| Granada CF                 | España   |           |
| Vitoria Setúbal            | Portugal |           |
| Club Deportivo San Isidro  | España   |           |
| Unión Deportiva Gáldar     | España   |           |
| CD Mensajero               | España   |           |
| Club Deportivo Tenerife    | España   | 2004-2005 |
| Club Deportivo Marino      | España   | 2007      |
| Unión Deportiva Los Llanos | España   | 2009      |